# 이정길 (음악가)
이정길(1982년 2월 17일 ~ )은 대한민국의 음악가이자 록 밴드 국카스텐의 드러머이다.
'광길'(光吉)이라는 별명이 있다. 이펙터로 음향 효과를 줄 수 있는 전자 드럼을 사용하기도 한다.

## 공연
- 양방언 Evolution 2014 - 출연:이정길 (2014년 11월 28일 - 30일, 국립극장 해오름극장)